# توماس وليامز (ضابط)
توماس وليامز (بالإنجليزية: Thomas Williams)‏ هو ضابط أمريكي، ولد في 16 يناير 1815 في ألباني في الولايات المتحدة، وتوفي في 5 أغسطس 1862 في باتون روج في الولايات المتحدة.